# Kościół św. Urszuli Ledóchowskiej w Częstochowie
Kościół parafialny pw. św. Urszuli Ledóchowskiej – kościół parafialny pod wezwaniem św. Urszuli Ledóchowskiej w Częstochowie, w dzielnicy Wrzosowiak.

## Historia
Pierwszy proboszcz parafii ks. Jerzy Sojczyński zakupił plac przy ul. Władysława Orkana 60/62 w Częstochowie z przeznaczeniem na kościół parafialny i plebanię. Budowę kościoła rozpoczęto we wrześniu 1987 roku. Obok wzniesiono tymczasową kaplicę, gdzie pierwszą mszę odprawiono 1 listopada 1987 roku. W 1997 roku dokończenia budowy świątyni podjął się nowy proboszcz ks. Gabriel Biskup. W 1999 roku kościół został zadaszony i od pierwszej niedzieli września rozpoczęto odprawiać w nim Eucharystię. Do kościoła przylegają dwie kaplice, od wschodu oraz kaplica pogrzebowa od północnego zachodu. Po stronie północno-wschodniej przylega do kościoła zakrystia. Na północny wschód od kościoła wybudowano plebanię oraz świetlicę.
W kościele znajdują się obrazy autorstwa Dariusza Słoty.